# غالايسيا

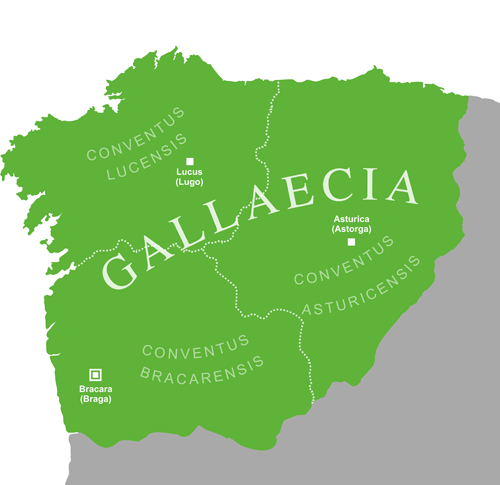
تقسيم ديوكلتيانوس لهسبانيا، تحتل غالايسيا الجزء الشمال الغربي من شبه الجزيرة الإيبيرية

مقاطعة  غالايسيا  (باللاتينية: Gallaecia أو Callaecia ) امتددت خلال الإمبراطورية الرومانية المتأخرة في الجزء الشمالي الغربي من هسبانيا(شبه جزيرة إيبيريا)، في المناطق التابعة حالياً لغاليسيا وليون وأستورياس في إسبانيا والبرتغال الشمالية.
عاصمة وأكبر مدينة في المقاطعة كانت براكارا أوغستا وهي براغا الحالية (البرتغال).
شكل المقاطعة ديوكلتيانوس في نهاية القرن الثالث، غراها السويبيون سنة 408، حيث أسس هناك مملكة غاليسيا.